# Kołtryniarz

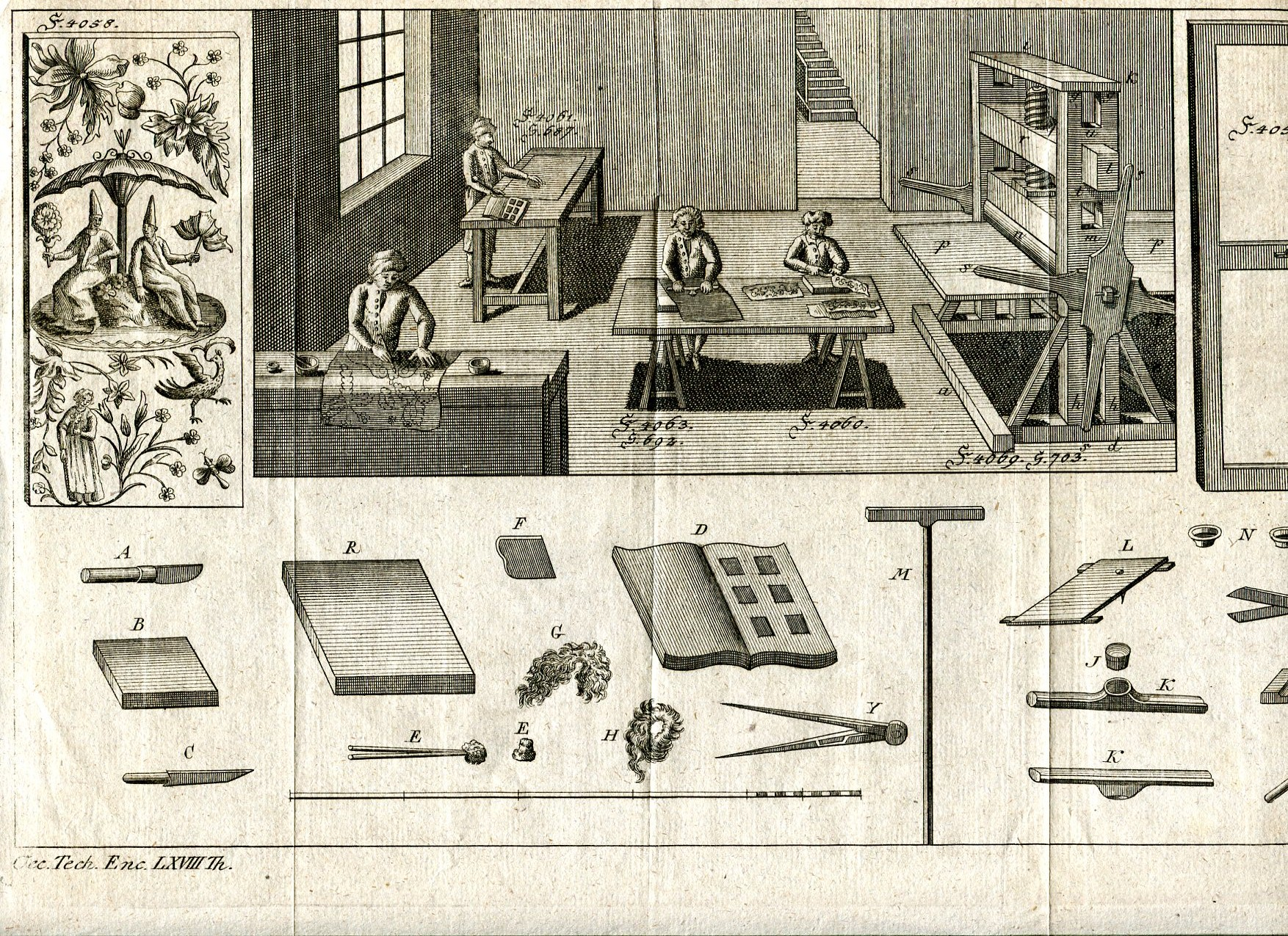
Pracownia malarzy kołtryn, szpalerów, autor anonim XVIII w.

Kołtryniarz, szpalernik (jęz. niem. Spallierer, jęz. łac. aulearius, aulearum confector, colthrinarius, aulearum inauratorum confector) – dawniej rzemieślnik, artysta zajmujący się wytwarzaniem drukowanych i malowanych obić, tapet.
Kołtryniarze, szpalernicy byli pod koniec XVI w. w Polsce malarzami obić i tapet, dawniej noszących nazwy kołtryn, szpalerów, kurdybanów, obić tkanych, skórzanych, od XVIII w. papierowych.

## Historia
Szpalernicy i kołtryniarze byli pod koniec XVI i na początku XVII w. zrzeszeni w krakowskim cechu malarzy. Drukowali i wyciskali reliefowe wzory z drewnianych form, wyciętych z drewna liściastego na brytach tkanin lub na wyrabianych i barwionych przez kurdybanników skórach, później także  na papierze. Te drukowane, wyciskane obicia; kołtryny, szpalery, kurdybany, ręcznie malowali i złocili.
Szpalerami płóciennymi, skórzanymi w modzie włoskiej wybijali mieszczanie krakowscy pod koniec XVI w. swoje mieszkania, meble, kołtryny służyły jako zasłony, powłoki. Moda na kolorowe obicia ścian upowszechniła się w XVII-wiecznej Polsce.
W XVIII w. szpalery wyrabiano w Łańcucie i Biezdziatce koło Dukli, w Niemirowie w fabryce Potockich, w Warszawie w Dworku Pijarskim. W XIX w. papierowe kołtryny i obrazy drukowali obraźnicy we wsi Bobrek koło Krakowa, działały duże wytwórnie tapet i obić Rahna w Warszawie, sukcesorów Rahna i Vettra w Zgierzu i Warszawie, braci Moes, wytwarzano szpalery w Częstochowie. Obicia skórzane, kurdybany wytwarzano także  w Gdańsku i w Kutach – wyciskane złotem. Wyciskano i złocono reliefy na skórach w XIX w. w fabryce ram i mebli złoconych Heinzego w Warszawie.

### Pierwsi szpalernicy i kołtryniarze notowani w krakowskim cechumalarzy
- Szpalernik Jan Cieśla zwany Papuga, mistrz cechu malarzy krakowskich  w 1590, przymianek Papuga dostał być może za sprawą wykonywanych w zielonym kolorze kołtryn[9].
- Franciszek Bisalti, aulearum confector, cordubanarius w 1594, starszy cechu malarzy, szacował formy klepaczy złota[10].
- Jakub Litwinek vel Litkowicz szpalernik, kołtryniarz, auleorum inauratorum confector, starszy cechu malarzy w 1600 przyjął prawo miejskie[11].
- Wincenty Zygante szpalernik, pozłotnik kołtryn, auleorum deauratorum confector, deaurator cortinarum opifex, w 1602 starszy cechu malarzy[12] wykonywał roboty złocone[5].